# 戰略陰謀5
《戰略陰謀5》（英語：Sniper: Legacy）是一部2014年美國動作片，由唐·麥可·保羅執導並與約翰·法沙諾共同編劇，湯姆·貝林傑、查德·麥可·柯林斯和丹尼斯·赫柏特主演。該片為2011年電影《戰略陰謀4》的續集和《戰略陰謀》系列電影的第五部作品。劇情描述布蘭登·貝克槍砲士官長得知他的父親湯瑪士·貝克（Thomas Beckett）遭人暗殺，這使他獨自追查那名四處暗殺參與過過往任務的刺客。《戰略陰謀5》於2014年9月30日在美國以DVD首映的方式發行。

## 劇情
布蘭登·貝克現在是槍砲士官長，他與莎娜·馬利克下士和里斯等人被派去暗殺一名阿富汗軍領導人，但由於里斯的失手而使他的觀測員被殺、領導人逃跑，任務以失敗告終；這使布蘭登感到不悅並想退出。
患有PTSD的前美國陸軍遊騎兵狙擊手大衛·辛普森陸續暗殺了過去與自己同隊的士官，其中包括最傑出的退役狙擊手湯瑪士·貝克特等槍砲士官長。蓋·比德威爾少校為此接受上校的任務，以帶領一支隊伍去保護下一個暗殺目標舒普。比德威爾不想讓布蘭登帶有私人情感去參戰，為此把他留在基地並告誡他不得私自行動；但布蘭登仍隨即偷偷地外出。舒普被殺後，布蘭登在戰區與辛普森對峙，但原來還活著的湯瑪士·貝克則現身救了兒子，辛普森則在與布蘭登面對面後逃脫。比德威爾、貝克、莎娜和布蘭登認為是上校在將他們當作誘餌，以引出辛普森。
一行人前往希臘，貝克與上校見面。但辛普森現身開槍打傷了上校的左手臂，比德威爾等人開始追擊辛普森；在途中，里斯被辛普森殺死，布蘭登則被對方逮住。所幸，貝克先是開槍打斷了辛普森持槍的手，後又一槍擊中了對方的頭部，辛普森為此死去。貝克與兒子交談後獨自離去。事成之後，上校將離開此處，並向布蘭登致電表示，他在休假結束後將會有個新任務。

## 演員
- 湯姆·貝林傑飾演湯瑪士·貝克特等槍砲士官長（英语：Gunnery sergeant）
- 查德·麥可·柯林斯飾演布蘭登·貝克槍砲士官長（英语：Gunnery sergeant）
- 道格·艾倫（英语：Doug Allen (actor)）飾演大衛·辛普森（David Simpson）
- 多明尼克·馬法姆（英语：Dominic Mafham）飾演蓋·比德威爾少校（Major Guy Bidwell）
- 梅賽德斯·梅森（英语：Mercedes Mason）飾演莎娜·馬利克下士（Corporal Sanaa Malik）
- 丹尼斯·赫柏特飾演上校（The Colonel）
- 阿萊克斯·羅飾演里斯（Reese）
- 馬克·路易斯·瓊斯（英语：Mark Lewis Jones）飾演舒普（Shope）
- 奈斯特·瑟拉諾（英语：Nestor Serrano）飾演斯特芬（Steffen）
- 雅娜·马里诺娃飾演克蘭（Crane）
- 朴云龙（Woon Young Park）飾演肯特拉（Cantara）
- 雷喬·維斯列夫（英语：Raicho Vasilev）飾演阿富汗軍領導人（未掛名）

## 發行
《戰略陰謀5》由索尼影視家庭娛樂定於2014年9月30日在美國以DVD首映的方式發行。

## 外部連結
- 互联网电影数据库（IMDb）上《戰略陰謀5》的资料（英文）